# Dum & dummare
Dum & dummare (engelska: Dumb & Dumber) är en amerikansk komedifilm från 1994 i regi av Peter och Bobby Farrelly. I huvudrollerna ses Jim Carrey och Jeff Daniels. Filmen hade Sverigepremiär den 9 juni 1995.

## Handling
Klantarna Lloyd Christmas (Jim Carrey) och Harry Dunne (Jeff Daniels) är bästa vänner och bor tillsammans i en liten sliten lägenhet i Providence, Rhode Island, USA, i ett hyreshus av lägsta standard. Trots deras minimala budget har de förhoppningar om att kunna spara ihop pengar till en maskaffär, men både Lloyd (en limousinechaufför utan lokalsinne) och Harry (hundfrisör) får dessvärre sparken samma dag.
Efter fler händelser på kvällen samma dag får Lloyd ett nervsammanbrott och de bestämmer sig för att åka till Aspen, i Harrys fårhund-utstyrda skåpbil, och lämna tillbaka en portfölj som Lloyd tror att Mary (Lauren Holly), en kvinna som han skjutsat i limousin till flygplatsen dagen innan och blivit blixtförälskad i, tappat/glömt. De vet inte att de riktiga ägarna till portföljen tror att Lloyd och Harry är superagenter och förföljer dem hela vägen till Aspen – en resa som blir lång och händelserik, men framförallt "dum". De vet heller inte att Marys familj är utsatt för en kidnappningsutpressning av förföljarna, och Mary vet inte att skurken är en familjevän.

## Rollista i urval
| Jim Carrey      | – Lloyd Christmas                 |
| Jeff Daniels    | – Harry Dunne                     |
| Lauren Holly    | – Mary Swanson                    |
| Charles Rocket  | – Nicholas André                  |
| Mike Starr      | – Joe "Mental" Mentaliano         |
| Karen Duffy     | – "Mentals" kvinnliga medhjälpare |
| Victoria Rowell | – FBI-agenten Beth Jordan         |
| Teri Garr       | – Helen Swanson                   |
| Cam Neely       | – Sea Bass (lastbilschauffören)   |
| Brady Bluhm     | – Billy (blinda pojken)           |
| Anna Anka       | – bussflicka                      |

## Om filmen
Inspelningsplatserna för vistelsen i Aspen var Breckenridge, Colorado (tätort), i och med att Aspen i själva verket är en otrafikerad ort, och Copper Mountain, Colorado (skidbacke/stollift). I övrigt är det mesta inspelat i Utah, såsom Lloyd och Harrys sagda hemstad Providence och det mesta längs både bil- och mopedresan.
Filmen fick senare en tecknad TV-serie och en uppföljare till långfilmen, Dum och ännu dummare. I november 2014 kom ytterligare en uppföljare i form av spelfilmen Dum & dummare 2 där huvudrollerna åter spelas av Jim Carrey och Jeff Daniels.